# Cigaritis lilacinus
Cigaritis lilacinus is een vlinder uit de familie van de Lycaenidae. De wetenschappelijke naam van de soort is voor het eerst gepubliceerd in 1884 door Frederic Moore.
De soort komt voor in India.